# Poliosia albida
Poliosia albida är en fjärilsart som beskrevs av George Francis Hampson 1914. Poliosia albida ingår i släktet Poliosia och familjen björnspinnare. Inga underarter finns listade i Catalogue of Life.